# 夏道生
夏道生（1932年—），中华人民共和国政治人物、外交官。

## 生平
1951年，毕业于北京外国语学院，进入中华人民共和国外交部工作，先后在驻匈牙利大使馆、外交部苏欧司、中国国际问题研究所任职。1984年，任驻加拿大大使馆参赞，后升公使衔参赞。1987年，任外交部政策研究室主任。1990年7月，出任中华人民共和国驻比利时大使。1992年，任国务院外事办公室副主任。1995年，任中国人民外交学会副会长。1997年，任外交部特别调研小组组长。2003年，离休。